# Río Someș
El río Someș (en rumano, Râul Someș; en húngaro, Szamos) es un río europeo que tiene su origen en Transilvania, en el noroeste de Rumanía y desagua en Hungría, un afluente de la margen izquierda del río Tisza, a su vez el principal tributario del río Danubio. Su longitud es de 270 km (435 km con sus fuentes) y drena una cuenca de 15 300 km² (mayor que países como Montenegro, Bahamas o Timor Oriental).
El río atraviesa los distritos rumanos de Cluj, Sălaj, Maramureş y Satu Mare y el condado húngaro de Szabolcs-Szatmár-Bereg.

## Geografía
El río Someș nace en la ciudad de Dej (38.478 hab. en 2002) de la confluencia de dos ríos, el Someș Grande (en rumano, Someșul Mare), que tiene su fuente en las montañas Rodna, en el distrito de Bistrita-Năsăud; y el Pequeño Someș (en rumano, Someșul Mic) que tiene su origen en los montes Apuseni en el distrito de Cluj. El Someș Pequeño, a su vez, nace de la confluencia del Someș Cálido (en rumano Someșul Cald) y del Someș Frío (en rumano Someșul Rece). 

### El Someș Pequeño y sus fuentes

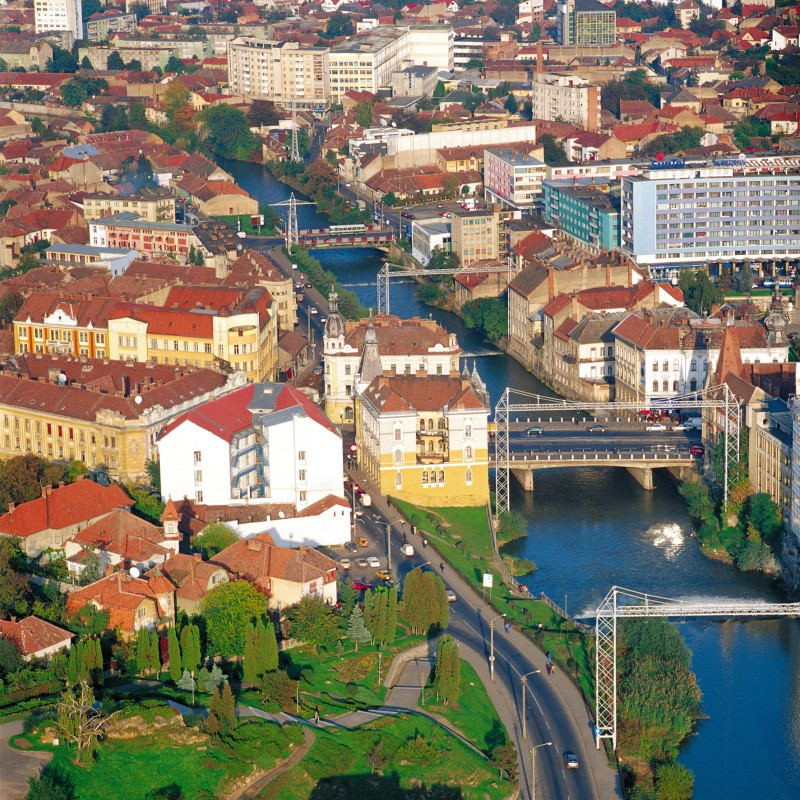
Vista del Someş Pequeño a su paso por Cluj Napoca.

El Someş Frío nace cerca del monte Balomireasa (que culmina a 1632 m) y corre en dirección noreste unos 45 km hasta desaguar en el lago Gilau, a la altura de la localidad de Someşu Rece. Tiene un único afluente importante, el Răcătău. 
A su vez, el río Someş Cálido tiene su fuente en la cueva Cetatea Rădesei y desemboca en el lago Fântânele, cerca de la ciudad de Smida, para resurgir hacia Belis. A continuación, corre a través de un desfiladero, atraviesa el lago Tarnita y finalmente desagua en el lago Gilau en la localidad de Someşu Cald después de un curso de unos 65 km. Su dirección general es noreste. Tiene como afluentes principales a los ríos Ponorul, Fira, Belis y Rişca.
Una vez reunidos, ambos ríos dan nacimiento al río Someş Pequeño, que atraviesa la capital histórica de Transilvania, Cluj-Napoca (318 027 hab.) para reunirse, después de unos 80 km, al Someş Grande, al este de la ciudad de Dej (el río Someş Pequeño, con sus fuentes tiene una longitud de 178 km). Su dirección general es hacia el norte. Sus principales afluentes son los ríos Căpuşul, Feneş, Gârbău, Nadaş,  Becaş, Valea Calda, Maraloi, Borşa, Suatu, Lonea, Lujerdiu, Mărului, Ornan, Lung, Ocna y Unguraşul.

### Gran Someş
El Gran Someş nace en las montañas Rodna y accesoriamente en el macizo Suhard. Cruza la estación termal de Sangeorz Băi y las ciudades de Năsăud (10 582 hab.) y Beclean (10 889 hab. en 2007) y se reúne, después de discurrir unos 130 km en dirección oeste-suroeste, con el pequeño Someş cerca de Dej.

### El curso del Someş
Después de unirse el Grande y el Pequeño, el río Someş atraviesa las localidades de Dej, Jibou (12 283 hab.) y Satu Mare (114 142 hab.). Abandona Rumania y entra en territorio húngaro cerca de Csenger para desaguar al poco en el río Tisza poco antes de la ciudad de Vásárosnamény (9325 hab. en 2001), después de alrededor de 270 km, siguiendo un curso muy méandrico en dirección noroeste. Solamente desde Satu Mare su curso es relativamente recto, pero ni en ese tramo el río es navegable.